# Bolitoglossa stuarti
Bolitoglossa stuarti é uma espécie de anfíbio caudado pertencente à família Plethodontidae, sub-família Plethodontinae.